# Contea di Yangshan
La contea di Yangshan (阳山县S, Yángshān XiànP) è una contea della Cina, situata nella provincia del Guangdong e amministrata dalla prefettura di Qingyuan.

Breve storia della contea di yangshan: un campo militare fu stabilito nell'area alla fine della dinastia Qin. Fu l'imperatore Han Wu Di a riconoscere formalmente Yangshan come contea. Un poeta della dinastia Tang, Han You (cinese: 韓愈), lo visitò e scrisse
altre informazioni: secondo la gazzetta locale del Guangdong ( 《 廣東史志> ), la contea di Yangshan è la città natale di circa seimila cinesi d'oltremare, questi cinesi d'oltremare si stabi